# Axel Tape
Axel Tape (Bondy, 10 de agosto de 2007) es un futbolista francés que juega de centrocampista para el Bayer 04 Leverkusen de la 1. Bundesliga.

## Biografía
Tras empezar a formarse como futbolista en las categorías inferiores del Paris Saint-Germain F. C., finalmente fue convocado por el primer equipo en la temporada 2024-25, haciendo su debut el 15 de enero de 2025 en la Copa de Francia contra el FC Espaly, siendo sustituido por Willian Pacho en el minuto 72 y ganando el partido por 2-4 tras los goles de Warren Zaïre-Emery, Bradley Barcola, Gonçalo Ramos y Désiré Doué. El siguiente mes de junio dejó el conjunto parisino para fichar por el Bayer 04 Leverkusen.

## Clubes
| Club                      | País     | Año   | Partidos | Goles |
| ------------------------- | -------- | ----- | -------- | ----- |
| Paris Saint-Germain F. C. | Francia  | 2025  | 3        | 0     |
| Bayer 04 Leverkusen       | Alemania | 2025- |          |       |